# Intergalaktisches Medium
Als intergalaktisches Medium (englisch: intergalactic medium – IGM, auch intergalaktisches Gas) bezeichnet man Wasserstoff-Gas, das nicht an einzelne Galaxien gebunden ist, sondern den Raum zwischen ihnen füllt. Es besteht hauptsächlich aus ionisiertem Wasserstoff-Gas/-Plasma (HII); neutraler Wasserstoff (H oder HI) macht nur etwa ein Millionstel des gesamten Mediums aus.
Das IGM sollte nicht mit dem interstellaren Medium verwechselt werden, das sich zwischen den Sternen innerhalb einer Galaxie befindet. Die Grenzen zwischen intergalaktischem und interstellarem Medium sind jedoch fließend.

## Einteilung

### Warm-Hot Intergalactic Medium (WHIM)
Als WHIM bezeichnet man das Medium zwischen einzelnen Galaxien. Als Indiz für das intergalaktische Medium wertet man den Lyman-Alpha-Wald in den optischen Spektren weit entfernter Quasare oder anderer Aktiver Galaxienkerne. Die Absorptionslinien werden dabei durch den neutralen Wasserstoff erzeugt, der sich in den kosmischen Filamenten sammelt.
2001 entdeckte man in einem Quasar Anzeichen für diesen Gunn-Peterson-Effekt. Jedoch müsste sich dieses Gas in der Hintergrundstrahlung im Röntgen- oder unter Umständen auch im Gammabereich zeigen. Beobachtungen des Röntgensatelliten Chandra zeigen jedoch, dass mindestens 75 % der Hintergrundstrahlung im harten Röntgenbereich in Quasare, Seyfert-Galaxien oder aktive Galaxienkerne aufgelöst werden können. Somit bleibt nicht viel Raum für ein allgemeines intergalaktisches Medium.

### Intracluster-Medium (ICM)
Als Intracluster-Medium bezeichnet man das Medium innerhalb von Galaxienhaufen (Clustern). Wegen seiner relativ hohen Temperatur von 107 bis 108 K ist das ICM durch seine Röntgenstrahlung beobachtbar, die als Bremsstrahlung entsteht. Das Gas ist vollständig ionisiert und macht etwa 15 % der Gesamtmasse eines Haufens aus. Es ist damit die dominante baryonische Komponente in Galaxienhaufen.